# Jewgienij Czernyszow
Jewgienij Wasiljewicz Czernyszow (ros. Евгений Васильевич Чернышёв, ur. 22 lutego 1947 w Proletarskim) – radziecki piłkarz ręczny. Dwukrotny medalista olimpijski.
W reprezentacji Związku Radzieckiego grał w latach 1972–1981 (133 spotkania, 165 bramek). Oprócz dwóch medali igrzysk olimpijskich – złota w 1976 i srebra w 1980 – sięgnął po srebro mistrzostw świata w 1978. Był mistrzem kraju w barwach CSKA Moskwa (1973, 1976–1980, 1982, 1983). Jego żona Ludmiła także była medalistką olimpijską.